# Eddie Hart
Edward James (Eddie) Hart (Martinez, 24 april 1948) is een voormalige Amerikaanse atleet en olympisch kampioen.

## Loopbaan
Op de Olympische Spelen van 1972 in München waren drie atleten favoriet op de 100 m. Dit waren de Sovjet Valeri Borzov en beide Amerikanen Rey Robinson en Eddie Hart. De beide Amerikanen hadden reeds bij de Amerikaanse Trials met 9,9 s het wereldrecord geëvenaard. Op de 100 m werden beiden geëlimineerd, omdat hun coach Stan Wright op een achttien maanden oud tijdschema de starttijd bepaalde van de kwartfinale en hierdoor beide atleten te laat afleverde.
Hart liep ook als slotloper op de 4 x 100 m estafette. Hier won hij met zijn Amerikaanse teamgenoten Larry Black, Robert Taylor en Gerry Tinker een gouden medaille. Met een tijd van 38,19 evenaarden ze het wereldrecord (reeds in handen van Amerika) en versloegen de estafetteteams uit de Sovjet-Unie (zilver) en West-Duitsland (brons).
In 1977 won Hart als student van Universiteit van Californië bij de NCAA-kampioenschappen een gouden medaille op de 100 yd.

## Titels
- Olympisch kampioen 4 x 100 m estafette - 1972
- NCAA-kampioen 100 yd - 1977
- WK veteranen 100 m - 1989
- WK veteranen 200 m - 1989

## Persoonlijke records
| Onderdeel        | Prestatie     | Datum        | Plaats           |
| ---------------- | ------------- | ------------ | ---------------- |
| 100 yd           | 9,2 s         | 1969         |                  |
| 100 m (handtijd) | 9,9 s (ex-WR) | 1 juli 1972  | Eugene           |
| 100 m (el. tijd) | 10,07 s       | 30 juli 1978 | Colorado Springs |
| 220 yd           | 20,5 s        | 1970         |                  |

## Palmares

### 4 x 100 m estafette
- 1972:  OS - 38,19 s (WR)

1912: Jacobs, Macintosh, d'Arcy, Applegarth ·
1920: Paddock, Scholz, Murchison, Kirksey ·
1924: Clarke, Hussey, Leconey, Murchison ·
1928: Wykoff, Quinn, Borah, Russell ·
1932: Kiesel, Toppino, Dyer, Wykoff ·
1936: Owens, Metcalfe, Draper, Wykoff ·
1948: Ewell, Wright, Dillard, Patton ·
1952: Smith, Dillard, Remigino, Stanfield ·
1956: Murchison, King, Baker, Morrow ·
1960: Cullmann, Hary, Mahlendorf, Lauer ·
1964: Drayton, Ashworth, Stebbins, Hayes ·
1968: Greene, Pender, Smith, Hines ·
1972: Black, Taylor, Tinker, Hart ·
1976: Glance, Jones, Hampton, Riddick ·
1980: Moeravjov, Sidorov, Prokofjev, Aksinin ·
1984: Graddy, Brown, Smith, Lewis ·
1988: Bryzgin, Krylov, Moeravjov, Savin ·
1992: Marsh, Burrell, Mitchell, Lewis ·
1996: Esmie, Gilbert, Surin, Bailey ·
2000: Drummond, Williams, Lewis, Greene ·
2004: Gardener, Campbell, Devonish, Lewis-Francis ·
2008: Bledman, Burns, Callender, Thompson ·
2012: Carter, Frater, Blake, Bolt ·
2016: Powell, Blake, Ashmeade, Bolt ·
2020: Desalu, Jacobs, Patta, Tortu ·
2024: Brown, Blake, Rodney, De Grasse
- Gemeinsame Normdatei: 114059155X
- World Athletics: 14357371
- International Standard Name Identifier: 0000 0004 9580 9178
- Library of Congress Control Number: n2017007664
- Virtual International Authority File: 4633148753694841320009
- WorldCat: E39PBJkD3k8rwFMH7C8FdJRHYP